# Coppa del Mondo di rugby a 7 2018 - Torneo femminile
Il Torneo femminile della Coppa del Mondo di rugby a 7 2018 si è disputato dal 20 al 21 luglio 2018 all'AT&T Park di San Francisco, negli Stati Uniti d'America. La Nuova Zelanda si è laureata campione del mondo per la seconda volta, sconfiggendo in finale la Francia 29-0. Le campionesse olimpiche uscenti dell'Australia hanno concluso al terzo posto, dopo avere sconfitto gli Stati Uniti 24-14 nell'altra finale valevole per il bronzo.

## Squadre
| - Stati Uniti (nazione ospitante) - Nuova Zelanda (detentori) - Australia - Brasile | - Canada - Cina - Figi - Francia | - Giappone - Inghilterra - Irlanda - Messico | - Papua Nuova Guinea - Russia - Spagna - Sudafrica |

## Determinazione delle teste di serie
Le 10 core teams delle ultime due edizioni delle World Rugby Sevens Series femminili (2016-17 e 2017-18) che si sono qualificate occupano le prime 10 posizioni. Il posizionamento viene determinato in base ai punti totalizzati durante le World Series 2016-17, a cui si aggiungono pure quelli ottenuti nei tornei di Dubai e Sydney della stagione attuale. A queste 10 squadre si è aggiunto il Giappone all'11º posto, diventato core team nella stagione 2017-18.
Le restanti 5 squadre, che non prendono parte a tutti gli eventi delle World Series, vengono ordinate in base al loro risultato ottenuto nell'Hong Kong Sevens 2018.
L'ordinamento finale che ha determinato gli accoppiamenti è stato il seguente:
| Pos. | Squadra       |
| ---- | ------------- |
| 1    | Nuova Zelanda |
| 2    | Australia     |
| 3    | Canada        |
| 4    | Russia        |
| 5    | Stati Uniti   |
| 6    | Francia       |
| 7    | Figi          |
| 8    | Inghilterra   |

| Pos. | Squadra            |
| ---- | ------------------ |
| 9    | Irlanda            |
| 10   | Spagna             |
| 11   | Giappone           |
| 12   | Cina               |
| 13   | Sudafrica          |
| 14   | Brasile            |
| 15   | Papua Nuova Guinea |
| 16   | Messico            |

## Tabelloni

### Principale
|  | Ottavi di finale   | Ottavi di finale   | Ottavi di finale |  |  | Quarti di finale | Quarti di finale | Quarti di finale |    |               | Semifinali    | Semifinali    | Semifinali |                 |                 | Finale          | Finale | Finale |
|  |                    |                    |                  |  |  |                  |                  |                  |    |               |               |               |            |                 |                 |                 |        |        |
|  | Inghilterra        | Inghilterra        | 14               |  |  |                  |                  |                  |    |               |               |               |            |                 |                 |                 |        |        |
|  | Irlanda            | Irlanda            | 19               |  |  | Irlanda          | Irlanda          | 0                |    |               |               |               |            |                 |                 |                 |        |        |
|  | Nuova Zelanda      | Nuova Zelanda      | 57               |  |  | Nuova Zelanda    | Nuova Zelanda    | 45               |    |               |               |               |            |                 |                 |                 |        |        |
|  | Messico            | Messico            | 0                |  |  |                  |                  |                  |    | Nuova Zelanda | Nuova Zelanda | 26            |            |                 |                 |                 |        |        |
|  | Stati Uniti        | Stati Uniti        | 38               |  |  |                  | Stati Uniti      | Stati Uniti      | 21 |               |               |               |            |                 |                 |                 |        |        |
|  | Cina               | Cina               | 7                |  |  | Stati Uniti      | Stati Uniti      | 33               |    |               |               |               |            |                 |                 |                 |        |        |
|  | Russia             | Russia             | 24               |  |  | Russia           | Russia           | 17               |    |               |               |               |            |                 |                 |                 |        |        |
|  | Sudafrica          | Sudafrica          | 14               |  |  |                  |                  |                  |    |               | Nuova Zelanda | Nuova Zelanda | 29         |                 |                 |                 |        |        |
|  | Francia            | Francia            | 33               |  |  |                  | Francia          | Francia          | 0  |               |               |               |            |                 |                 |                 |        |        |
|  | Giappone           | Giappone           | 7                |  |  | Francia          | Francia          | 24               |    |               |               |               |            |                 |                 |                 |        |        |
|  | Canada             | Canada             | 43               |  |  | Canada           | Canada           | 19               |    |               |               |               |            |                 |                 |                 |        |        |
|  | Brasile            | Brasile            | 19               |  |  |                  |                  |                  |    | Francia       | Francia       | 19            |            | Finale 3º posto | Finale 3º posto | Finale 3º posto |        |        |
|  | Figi               | Figi               | 12               |  |  |                  | Australia        | Australia        | 12 |               |               |               |            |                 |                 |                 |        |        |
|  | Spagna             | Spagna             | 19               |  |  | Spagna           | Spagna           | 0                |    |               |               |               |            |                 | Stati Uniti     | Stati Uniti     | 14     |        |
|  | Australia          | Australia          | 34               |  |  | Australia        | Australia        | 34               |    | Australia     | Australia     | 24            |            |                 |                 |                 |        |        |
|  | Papua Nuova Guinea | Papua Nuova Guinea | 5                |  |  |                  |                  |                  |    |               |               |               |            |                 |                 |                 |        |        |

### 5º posto
Partecipano le perdenti dei quarti di finale tabellone principale
|  | Semifinali | Semifinali | Semifinali |        |         | Finale 5º posto | Finale 5º posto | Finale 5º posto |  |
|  |            |            |            |        |         |                 |                 |                 |  |
|  | Irlanda    | Irlanda    | 20         |        |         |                 |                 |                 |  |
|  | Irlanda    | Irlanda    | 20         |        |         |                 |                 |                 |  |
|  | Russia     | Russia     | 15         |        |         |                 |                 |                 |  |
|  | Russia     | Russia     | 15         |        | Irlanda | Irlanda         | 7               |                 |  |
|  |            |            |            |        | Irlanda | Irlanda         | 7               |                 |  |
|  |            |            | Spagna     | Spagna | 12      |                 |                 |                 |  |
|  | Canada     | Canada     | Spagna     | Spagna | 12      | 14              |                 |                 |  |
|  | Canada     | Canada     |            |        |         | 14              |                 |                 |  |
|  | Spagna     | Spagna     | 26         |        |         | Finale 7º posto | Finale 7º posto | Finale 7º posto |  |
|  | Spagna     | Spagna     | 26         |        |         |                 |                 |                 |  |
|  |            |            |            |        |         |                 |                 |                 |  |
|  |            |            |            |        |         | Russia          | Russia          | 10              |  |
|  |            |            |            |        |         | Russia          | Russia          | 10              |  |
|  |            |            |            |        |         | Canada          | Canada          | 22              |  |

### Challenge Trophy
Partecipano le perdenti degli ottavi di finale tabellone principale
|  | Quarti di finale   | Quarti di finale |             |      | Semifinali       | Semifinali       |  |  | Finale 9º posto | Finale 9º posto |
|  |                    |                  |             |      |                  |                  |  |  |                 |                 |
|  |                    |                  |             |      |                  |                  |  |  |                 |                 |
|  |                    |                  |             |      |                  |                  |  |  |                 |                 |
|  | Inghilterra        | 59               |             |      |                  |                  |  |  |                 |                 |
|  | Inghilterra        | 59               |             |      |                  |                  |  |  |                 |                 |
|  | Messico            | 0                |             |      |                  |                  |  |  |                 |                 |
|  | Messico            | 0                | Inghilterra | 38   |                  |                  |  |  |                 |                 |
|  |                    |                  | Inghilterra | 38   |                  |                  |  |  |                 |                 |
|  |                    | Cina             | 0           |      |                  |                  |  |  |                 |                 |
|  | Cina               | Cina             | 0           | 29   |                  |                  |  |  |                 |                 |
|  | Cina               |                  |             | 29   |                  |                  |  |  |                 |                 |
|  | Sudafrica          | 5                |             |      |                  |                  |  |  |                 |                 |
|  | Sudafrica          | 5                | Inghilterra | 31   |                  |                  |  |  |                 |                 |
|  |                    |                  | Inghilterra | 31   |                  |                  |  |  |                 |                 |
|  |                    | Giappone         | 5           |      |                  |                  |  |  |                 |                 |
|  | Giappone           | Giappone         | 5           | 19   |                  |                  |  |  |                 |                 |
|  | Giappone           |                  |             | 19   |                  |                  |  |  |                 |                 |
|  | Brasile            | 14               |             |      |                  |                  |  |  |                 |                 |
|  | Brasile            | 14               | Giappone    | 15   | Finale 11º posto | Finale 11º posto |  |  |                 |                 |
|  |                    |                  | Giappone    | 15   | Finale 11º posto | Finale 11º posto |  |  |                 |                 |
|  |                    | Figi             | 14          |      |                  |                  |  |  |                 |                 |
|  | Figi               | Figi             | 14          | 43   | Cina             | 0                |  |  |                 |                 |
|  | Figi               |                  |             | 43   | Cina             | 0                |  |  |                 |                 |
|  | Papua Nuova Guinea | 0                |             | Figi | 38               |                  |  |  |                 |                 |
|  | Papua Nuova Guinea | 0                |             |      | 38               |                  |  |  |                 |                 |
|  |                    |                  |             |      |                  |                  |  |  |                 |                 |
|  |                    |                  |             |      |                  |                  |  |  |                 |                 |

### 13º posto
Partecipano le perdenti dei quarti di finale tabellone Challenge Trophy
|  | Semifinali         | Semifinali         | Semifinali |         |           | Finale 13º posto   | Finale 13º posto   | Finale 13º posto |  |
|  |                    |                    |            |         |           |                    |                    |                  |  |
|  | Messico            | Messico            | 0          |         |           |                    |                    |                  |  |
|  | Messico            | Messico            | 0          |         |           |                    |                    |                  |  |
|  | Sudafrica          | Sudafrica          | 34         |         |           |                    |                    |                  |  |
|  | Sudafrica          | Sudafrica          | 34         |         | Sudafrica | Sudafrica          | 0                  |                  |  |
|  |                    |                    |            |         | Sudafrica | Sudafrica          | 0                  |                  |  |
|  |                    |                    | Brasile    | Brasile | 22        |                    |                    |                  |  |
|  | Brasile            | Brasile            | Brasile    | Brasile | 22        | 15                 |                    |                  |  |
|  | Brasile            | Brasile            |            |         |           | 15                 |                    |                  |  |
|  | Papua Nuova Guinea | Papua Nuova Guinea | 12         |         |           | Finale 15º posto   | Finale 15º posto   | Finale 15º posto |  |
|  | Papua Nuova Guinea | Papua Nuova Guinea | 12         |         |           |                    |                    |                  |  |
|  |                    |                    |            |         |           |                    |                    |                  |  |
|  |                    |                    |            |         |           | Messico            | Messico            | 0                |  |
|  |                    |                    |            |         |           | Messico            | Messico            | 0                |  |
|  |                    |                    |            |         |           | Papua Nuova Guinea | Papua Nuova Guinea | 32               |  |

## Classifica finale
| Pos. | Squadre       |
| ---- | ------------- |
|      | Nuova Zelanda |
|      | Francia       |
|      | Australia     |
| 4    | Stati Uniti   |
| 5    | Spagna        |
| 6    | Irlanda       |
| 7    | Canada        |
| 8    | Russia        |

| Pos. | Squadre            |
| ---- | ------------------ |
| 9    | Inghilterra        |
| 10   | Giappone           |
| 11   | Figi               |
| 12   | Cina               |
| 13   | Brasile            |
| 14   | Sudafrica          |
| 15   | Papua Nuova Guinea |
| 16   | Messico            |